# 布什羅德 (印第安納州)
布什羅德（英語：Bushrod）是位於美國印地安納州格林縣的一個非建制地區。該地的面積和人口皆未知。